# Людина прямоходяча
Люди́на прямоходя́ча (Homo erectus, застаріла назва — архантропи) — викопний вид Людини (Homo), який розглядають як безпосереднього попередника сучасної людини.
Вважається, що еректуси з'явилися у Східній Африці в епоху середнього плейстоцену, еволюціонували від Людини рудольфської (Homo rudolfensis), і вже 1,8 млн років тому через Близький Схід (людина грузинська) широко заселили Євразію аж до Китаю (Юаньмоуська людина). 
Дослідження ДНК X-хромосоми у 2008 році призвело до висновку, що азійський вид Homo erectus цілком міг схрещуватися з Homo sapiens і бути предком сучасних людей по змішаних лініях (не прямій чоловічій і не прямій жіночій)  .
Є вимерлим видом гомінідів, що існував у період з 1,8 мільйона років тому до 100 000 років тому. Класичні Homo erectus проживали на території сучасної Азії (Китай, Індонезія). У Африці було виявлено рештки подібних скам'янілостей, які часто належали до виду Людина працююча (лат. Homo ergaster). Також у Європі були виявлені рештки, класифіковані як Homo erectus, при цьому зберігається тенденція це позначення застосовувати для скам'янілих знахідок, що належать до азійського регіону.

## Анатомічні особливості
Обсяг черепної коробки поступово зростав протягом довгої історії. Мав більший обсяг черепа, ніж Людина працююча чи Людина грузинська (лат. Homo georgicus), знайдена в Дманісі. Перші рештки Яванської людини свідчать про розмір черепа обсягом 850 см³, а ті, що були знайдені пізніші досягали 1100 см³ у своєму об'ємі. На обличчі вирізнялися надбрівні дуги, низький лоб та масивна щелепа без підборіддя, з відносно малими зубами. Статевий диморфізм був яскравіше виражений, аніж у сучасної людини. Представники цього виду відзначались сильною статурою та зростом від 160 до 180 см.
Способом пересування слугувала прямохідність, про що свідчить будова стегнової кості, ідентична такій у сучасної людини. На прямохідність також вказує положення потиличного отвору, зміщеного вперед по горизонтальній осі черепа. 
Відзначається варіабельність ознак у різних підвидів Homo erectus (яванська людина, синантроп, африканські та європейські підвиди).

## Культура, використання вогню та знаряддя праці
Архантропи добре вміли обробляти каміння, відкрили для себе вогонь, навчилися розпалювати та підтримувати його. Перші знахідки вогнищ були виявлені у Китаї поблизу Пекіну. В Кенії (Чесовандже) знайдені більш старовинні вогнища, які відносяться ще до культури  Homo ergaster. Вони були досить великими, а попелища вказують на те, що вогонь підтримувався у вогнищах постійно впродовж багатьох років. Першість у використанні вогню належить синантропам. Вогнище в печері Чжоукоудянь вражає своїми розмірами. Колосальне скупчення попелу і вугілля товщиною в 6 метрів наводить на думку про те, що місцеві жителі ще не вміли розводити вогонь самостійно. Швидше за все, вони здобули в печері вогонь при лісовій пожежі і тут століттями підтримували його. Застосування вогню вплинуло на морфологію людини. Оброблену вогнем їжу легше жувати, це призвело до зменшення розміру щелеп. Оволодіння вогнем вплинуло на прогрес людини, розвинуло його розум і допомогло підвищити рівень життя у первісному суспільстві.
Докорінно змінилися і житла первісної людини. Були освоєні печери і з'явилися окремо розташовані споруди з потужними кам'яними обкладками. Близько 500 тис років тому в межі житла було включене і вогнище. 
Знаряддя праці, виготовлені Людиною прямоходячою, були загостреними з одного кінця і виконували одночасно колючі та ріжучі функції. Такі знаряддя характерної мигдалеподібної форми отримали назву «ашельскі рубила». Виготовлялися також знаряддя, оброблені з обох боків, так звані «біфаси». Вони були надзвичайно поширені в ранньому палеоліті. Виготовлення рубил вимагало значних розумових здібностей і виробничих навичок, адже необхідно обробити камінь таким чином, щоб отримати знаряддя заданої форми і розміру. Від майстра були потрібні не тільки навички обробки каменю, але і чітке уявлення кінцевого вигляду виробу.

## Соціальне життя та формування мови
Імовірно, що людина прямоходяча розуміла зв'язок між часом, витраченим на виготовлення предметів і їх якістю. Вона розуміла, що в деяких випадках корисно виконати підготовчу роботу. Про це свідчать знахідки знарядь праці, що пройшли кілька послідовних стадій обробки, а також знахідки «майстерень», віддалених від основних стоянок місць, де добували камінь і вироблялася первинна його обробка. Поблизу жител вже проводилася ретельна обробка заготовок і виготовлення знарядь праці.
Представники  цього виду жили у колективах. Ймовірно, що група Homo erectus складалася з 3-6 дорослих чоловіків, 6-10 жінок і 15-20 дітей різного віку, тобто в цілому приблизно з 30 індивідів. Життя в такому колективі було неможливо без спілкування. Найімовірніше, вони вже володіли примітивною мовою, що складалася з невеликої кількості звукопонять-сигналів, що відповідали потребам даного еволюційного рівня. Тільки за цієї умови можна уявити собі узгоджену дію колективу в процесі полювання та трудової діяльності. Про створення анатомічних передумов для появи зрозумілої мови свідчать зміни на виявлених нижніх щелепах. Дослідження черепа показали, що представники цього виду мали достатньо розвинені ділянки мозку, які відповідали за мову. Розвиток сприйняття розуміння смислового змісту мовних сигналів є функцією всієї кори головного мозку і переважно мовної сенсорної зони скроневої області кори головного мозку. Про зрозумілість мови говорити ще не доводиться, але Homo erectus умів мислити та повідомляти певну інформацію, а отже, був уже з усякого погляду людиною (Homo).

## Яванська людина
У 1891-1892 нідерландський анатом та палеонтолог Ежен Дюбуа вважав, що він віднайшов «втрачену ланку», гіпотезу про яку висунув Ернст Геккель. Це припущення з'явилось внаслідок палеонтологічних розкопок на берегах річки Соло, біля Трініл, на острова Ява (Індонезія) та виявлення кількох зубів, склепіння черепа та стегнових кісток, дуже схожих на ті, що притаманні сучасній людині. Висновки про ці знахідки були опубліковані в 1894 під назвою Pithecanthropus erectus, хоча більш відома назва цих знахідок — «Яванська людина» або ж «Людина з Трініл».
У 1930-х німецький палеонтолог Ральф фон Кьонігсвальд отримав нові рештки: знову ж таки з Трініл, а також із нових локацій (як наприклад Сангіран) — разом 12 зразків. У 1938 його зусиллями було розпізнано череп із Сангірану, який учений відніс до виду Пінекантроп. Але вже у 1940 Ернст Майр висловив думку що, всі ці рештки належать іншому виду — Людині прямоходячій (Homo erectus erectus). 
Окрім Індонезії, викопні рештки Homo erectus виявлені в Китаї (печера Чжоукоудянь ("Пагорб кісток дракона"), Лантьян, Наньін), де він отримав назву "синантроп" (китайська людина). Homo erectus був виявлений у Європі (Німеччина - 1907, Угорщина - 1965, Чехія - 1968, Німеччина - 1974) та Африці (1935-1955). У 1996 в Італії (Чепрано) була виявлена щелепа Homo erectus, який жив більше 700 тисяч років тому. 
Про розселення цього виду побічно свідчить наявність у Південній Африці, на Близькому Сході та в Європі стоянок віком більше 1 млн років тому. Існує припущення, що азійські форми архантропів є бічними гілками магістральної лінії еволюції людини. 
Широке розповсюдження Homo erectus дозволило деяким вченим підтримати теорію "поліцентризму". Згідно з цією теорією, найдавніший людина сформувалася незалежно у в декількох точках планети. В наш час даними багатьох наук, у тому числі, генетики, обґрунтована протилежна точка зору - теорія моноцентризму або теорія міграції. 

## Людина Пенху
На початку XXI століття в морі біля архіпелагу Пенху (поруч з Тайванем) рибалки виловили половину нижньощелепної кістки давньої людини, які раніше лежали на морській глибині 60-120 м (750-120 тисяч років тому ця акваторія була частиною материка). Її вік визначили як 190-450 тисяч років.
З огляду на вік кістки та зубів, ця знахідка подібна на інші з Китаю та Яви, що належали homo erectus. Проте плоска міцна щелепа нагадує ту, яку мали африканські й європейські ранні люди більше, ніж ті, що жили в Азії. На думку дослідників, знайдена кістка могла належати людині дотепер невідомого виду. Він міг розвинутися незалежно від представників homo erectus, що жили на острові Ява. Можливо, «людина Пенху» споріднена з лінією міцних ранніх людей, які майже 800 тисяч років тому прийшли з Африки до Азії, тобто, після перших заселень Азії homo erectus .

## Підвиди
- Homo erectus
  - Homo erectus erectus
  - Homo erectus yuanmouensis
  - Homo erectus lantianensis
  - Homo erectus nankinensis
  - Homo erectus pekinensis
  - Homo erectus palaeojavanicus
  - Homo erectus soloensis
  - Homo erectus tautavelensis
  - Homo erectus georgicus